# Rub al-Khali
20°0′N 50°0′Ø / 20.000°N 50.000°Ø
Rub al-Khali (الربع الخالي, ar-Rubʿ al-Khālī), "den tomme fjerdedel", er den største sandørken i verden, henved 1000 kilometer lang og 500 kilometer bred, beliggende på den Arabiske halvøs sydlige del og omfattende det sydlige Saudi-Arabien samt dele af Yemen, Oman og Forenede Arabiske Emirater.
Den næsten ubeboede ørken består overvejende af sandklitter, som kan nå en højde på 300 meter. Nedbørsmængden er mindre end 50 millimeter per år, og temperaturen varierer mellem under frysepunktet og +51o Celsius. Trods dette lever her og der nogle hårdføre planter, men føde for kamelerne findes kun tilgængeligt i udkanterne af ørkenen.
Rub al Khali er et af de mest ugæstvenlige områder på jorden. Til og med beduinerne opholder sig kun i randområderne. Trods dette er turistbureauer nu begyndt at arrangere GPS-forsynede udflugter ind i ørkenen. De første vesterlændinge, som gennemrejste ørkenen, var briterne Bertram Thomas (1931) og John Philby (1932).
Geologisk set er Rub al Khali en af de olierigeste steder på jorden. Enorme oliereserver er blevet opdaget under sandet. Sheyba er en olieproducerende lokalitet midt i ørkenen, og Ghawar-feltet, verdens største oliefelt, strækker sig syd på ind i det nordlige Rub al Khali.

## Etymologi
Transkriberingen af beduinernes arabiske navn på ørkenen er "rub al-khali" eller "al rabba al khali", som betyder "de øde lande", "tomheden". 
Det på dansk anvendte udtryk "den tomme fjerdedel", er en oversættelse fra det engelske navn "the empty quarter" hvor "quarter" ganske vist kan oversættes med fjerdedel, men på engelsk også kan betyde region, territorium, distrikt, lokalitet.